# آساهي هاجا
آساهي هاجا (باليابانية: 芳賀 日陽) (مواليد 30 يوليو 2000) هو لاعب كرة قدم ياباني.

## وصلات خارجية
- آساهي هاجا على موقع رابطة كرة القدم اليابانية للمحترفين (اليابانية)
- آساهي هاجا على موقع قاعدة بيانات كرة القدم.إي يو (الإنجليزية)
- آساهي هاجا على موقع Soccerway.com (الإنجليزية)
- آساهي هاجا على موقع عالم كرة القدم.نت (الإنجليزية)